# Последние дела мисс Марпл
«Последние дела Мисс Марпл и два рассказа» (англ. Miss Marple's Final Cases and Two Other Stories) — сборник детективных рассказов Агаты Кристи, опубликованный посмертно в 1979 году издательством Collins Crime Club. В России выходил также под названиями «Последние дела Мисс Марпл» и «Дело смотрительницы». В сборник вошло восемь рассказов разных лет, из которых шесть описывают детективную деятельность Мисс Марпл, и ещё два — рассказы с мистическим уклоном.

## Сюжет

### Святое место
(англ. Sanctuary), также публиковался под названием «Ожерелье танцовщицы» 

Жена священника, миссис Хармонд по прозвищу Пончик, обнаруживает у алтаря в церкви окровавленного мужчину. Она вызывает врача, они переносят раненного в дом священника, где вскоре мужчина умирает. Перед смертью он с мольбой в голосе произносит имя Юлиан. Пончик встречается с офицерами полиции, которые, как ей кажется, не могут решить загадку таинственного человека. Вскоре из Лондона прибывают брат погибшего с женой. Что-то в их поведении настораживает миссис Хармонд. Она отправляется в Лондон, где временно остановилась мисс Марпл. Ей Пончик рассказывает о своих подозрениях, и они решают вдвоем взяться за разгадку.

### Необычная шутка
Также публиковался под названием «Шутки старых дядюшек»
К мисс Марпл за помощью обращается молодая пара. Они просят найти… клад, зарытый, как они полагают, в поместье их дядюшки. Как выясняет мисс Марпл, дядюшка оставил всё своё состояние по завещанию именно им, но после смерти оказалось, что никакого огромного состояния нет, хотя дядя был очень богат. Перед смертью он, хитро улыбнувшись, сказал им, что у них всё будет хорошо.
Они также рассказывают, что он был очень подозрителен и никогда не вкладывал деньги в акции и не хранил их на банковском счету. Молодые люди предположили, что дядя обращал все деньги в золото, а потом закапывал в саду.

### Мерка смерти
(англ. Tape-Measure Murder), также публиковался под названиями «Убийство миссис Спэнлоу» и «Убийство по мерке»

Деревенская портниха мисс Политт спешит на примерку в дом местной жительницы, миссис Спенслоу. Несмотря на договоренность о встрече, миссис Спенслоу дверь не открывает. У дверей дома портниха встречает другую жительницу деревушки, и они решают осмотреть дом. Через окно они видят на полу в комнате труп хозяйки. Первым подозреваемым в убийстве становится муж миссис Спенслоу, не имевший алиби, но утверждавший, что из дома ушёл после звонка мисс Марпл. Мисс Марпл, не звонившая в дом Спенслоу в тот день, берется за разгадку тайны.

### Дело смотрительницы
(англ. The Case of the Caretaker), также публиковался под названием «Лекарство для мисс Марпл» 

Мисс Марпл болеет. К ней приходит доктор Хейдок и приносит ей рукопись своего рассказа. Он предлагает прочесть историю и разгадать тайну гибели девушки. Местный молодой повеса возвращается в свою деревушку с красавицей женой. Перед приездом он полностью перестраивает большое поместье и выгоняет из него стариков смотрителей. Старуха смотрительница проклинает его и его жену, запугивая молодую женщину неожиданными появлениями и странными угрозами. Однажды новобрачная падает с лошади и погибает. Всё напоминает несчастный случай. На этом рукопись заканчивается. Доктор Хейдок приходит к мисс Марпл через пару дней, и она готова предложить свою разгадку этой тайны.

### Дело лучшей из горничных
(англ. The Case of the Perfect Maid), также публиковался под названием «Дело безупречной служанки» 

К мисс Марпл обращается жительница Сент-Мери-Мид. Она просит помочь своей сестре Глэдис, которая служила горничной в поместье Олд-Холл. Глэдис уволили по весьма странной причине. Сначала хозяйка потеряла брошь, которая в итоге нашлась в её же ящике, а уже на следующий день разбитая тарелка вывела её из себя, и Глэдис уволили. Девушка подозревает, что увольнение связано именно с пропажей броши. Мисс Марпл отправляется в Олд-Халл, чтобы поговорить с хозяйкой миссис Скиннер. На место уволенной Глэдис уже пригласили новую горничную, Мэри, о которой хозяйка дома говорит не иначе, как о «сокровище». Мисс Марпл подозревает неладное.

### Мисс Марпл рассказывает
(англ. Miss Marple Tells a Story) 

К мисс Марпл пришли с визитом два джентльмена: мистер Паркер, её поверенный, и его знакомый, мистер Родс. Его жену убили несколько месяцев назад, заколов в отеле недалеко от Сент-Мери-Мид её собственным ножом для бумаг. В комнату жертвы не входил никто из чужих, только горничная с грелками. Все двери и окна были заперты изнутри. Мисс Марпл выясняет, что миссис Родс была впечатлительной и истеричной натурой, постоянно придумывавшей и приукрашивавшей события в своей жизни. Муж давно не верил её рассказам. Вот и на этот раз она сказала, что встретила женщину, которая обещала отомстить ей за сбитого ребёнка. Несчастье случилось много лет назад, но она продолжала получать письма с угрозами.

### Кукла в примерочной
Мистический рассказ вне серии. 

Место действия рассказа — ателье, которым владеют две пожилые дамы. Однажды на кресле в примерочной они обнаруживают красивую куклу, невесть откуда взявшуюся. Кукла очень подходит под интерьер комнаты, но есть в ней что-то такое, что не нравится дамам. Кукла как бы обладала собственным характером. Через несколько дней дамы понимают, что каким-то необъяснимым образом кукла может сама передвигаться по комнате. Она то сидит за столом хозяйки, то лежит на диване, то сидит на подоконнике и смотрит в окно. Кукла пугает женщин, и они решают «отдать» ей комнату, запереть её и не пользоваться ею больше. Однако через несколько дней кукла обнаруживается в другой комнате ателье. Дамы решают, что от неё надо избавиться.

### В сумраке зеркала
(англ. In a Glass Darkly) 

Мистический рассказ вне серии. 

Молодой человек приезжает в гости к своему другу. Он готовится к ужину, стоя перед зеркалом. Неожиданно в зеркале он видит отражение сцены, как какой-то мужчина со шрамом на щеке душит на кровати молодую женщину. Обернувшись, юноша видит лишь стену со шкафом. Спустившись в гостиную, он знакомится с семьёй своего друга. Среди них была сестра его друга и её жених. В них он узнаёт героев своего видения в зеркале, но далеко не сразу рассказывает им об увиденном.

## Отзывы
Роберт Барнард, известный британский детективный писатель и критик, в своей книге «Талант Детектива — признание Агаты Кристи» так охарактеризовал сборник: «Посмертный сборник содержит несколько очень хороших и несколько неплохих рассказов о расследованиях мисс Марпл, которые до этого издания были доступны лишь в США. В сборник вошли также два мистических рассказа, для которых у Кристи не хватило стилистических средств, чтобы сделать их успешными.»